# Pian del Vantaggio, Terni
Pian del Vantaggio este o localitate din provincia Terni, regiunea Umbria, Italia. 
Conform datelor recensământului din 2011, Pian del Vantaggio are o populație de 55 de locuitori. Localitatea se află la o altitudine de 164 m.d.m.